# Хајнрих Шенкер
Хајнрих Шенкер (19. јун 1868 – 14. јануар 1935) је био аустријски музички теоретичар рођен у Галицији чији су списи имали дубок утицај на каснију музичку анализу. Његов приступ, који се сада назива Шенкерова анализа, најпотпуније је објашњен у три тома под насловом Нове музичке теорије и фантазије која је укључивала Хармонију (1906), Контрапункт (1910; 1922) и Слободну композицију (1935).
Рођен у Вишњивчику, у Галицији, студирао је право на Универзитету у Бечу и музику на данашњем Универзитету за музику и сценске уметности у Бечу, где су његови наставници били Франц Крен, Ернст Лудвиг, Антон Брукнер и Јохан Непомук Фукс. Упркос дипломи права, првенствено се фокусирао на музичку каријеру уз делимичне успехе као композитор, диригент и корепетитор. Од 20. века па надаље, Шенкер је све више усмеравао своје напоре ка теорији музике, развијајући системски приступ за анализу основног мелодијског и хармонског материјала тонске музике. Његове теорије су предложиле присуство фундаменталних структура (Урзац - Ursatz) које се појављују у позадини (Хинтергрунд - Hintergrund) композиција, које је илустровао разним новим специјализованим терминима и методама нотације.
Шенкерови ставови о расним питањима су били под лупом и критикама у 21. веку.

## Ране године и образовање
Хајнрих Шенкер је рођен у јеврејској породици од оца Јохана Шенкера и мајке Јулије (рођене Мослер). Шенкеров отац је био лекар коме је било дозвољено да се насели у Вишњивчику, селу од само 1.759 становника, према попису из 1869. године.
Шенкер је био пето од шесторо деце: Маркус (наводно умро 1880. у Лембергу); Ребека (наводно умрла 1889. у Градишци); Вилхелм, лекар; Шифр; и Мориц (Мојсије), рођен 31. августа 1874.  Постоји мало документације о Шенкеровом детињству. Сам Шенкер није рекао ништа о свом средњошколском образовању. Његови музички инстинкти мора да су били откривени у раној младости, јер је отишао у Лемберг (данашњи Лавов) где је учио код Карла Микулија, а затим наставио студије у Бережанију.
Шенкер је добио стипендију да се пресели у Беч. Документи на Универзитету у Бечу показују га на списку на почетку сезоне 1884/85, где је дипломирао право. Поред студија на Универзитету у Бечу, био је уписан на Конзерваторијум друштва љубитеља музике у Бечу (  - данас Универзитет за музику и сценске уметности) од 1887. до 1890. Његови резултати пријемног испита. указују да је у почетку студирао композицију код Франца Крена и клавир код Ернста Лудвига. Други документи указују на то да је Шенкер прве године дипломирао хармонију код Антона Брукнера. Шенкеров отац је умро 1887. оставивши породицу у беди.
Карл Флеш, такође на Конзерваторијуму, описао је Шенкера као студента „који је изгледао прилично гладан а који је опет био далеко изнад нас осталих ... Био је то Хајнрих Шенкер, који је касније постао веома цењен због својих оригиналних музичких теорија и његове свеобухватне музикологије, практичне и теоријске.“
Шенкерова негативна осећања према Брукнеру откривена су у цитату у његовој Хармонији, у којем је изјавио да „Ако учитељ није у стању да објасни своје ставове..., Студент ... може бити задовољан што не разуме предложену доктрину ... Учитељ складно затвара своје часове; затвара своје часове у контрапункту, завршава их на свој начин; али није учињен ни први корак ка уметности.“ У фусноти се додаје: „Мој учитељ, композитор високог угледа [Брукнер, очигледно], је у таквим приликама говорио: Прича се господо да је такво правило, но ја наравно, тако не бих написао (у жаргону  ). У првом тому Контрапункта, Шенкер наводи примере из Брукнерових дела као примере лоше конструисаних. Шенкер је имао лепо мишљење о Ернсту Лудвигу. Када је видео неке од Шенкерових музичких композиција, Лудвиг их је препоручио пијанисти Јулијусу Епштајну. Лудвиг је слао студенте да уче код Шенкера, и пуно је ценио његова дела Настава Хармоније и Контрапункт.

## Каријера композитора и извођача
Након што је дипломирао права на Универзитету у Бечу, Шенкер се у потпуности посветио музици. Његова прва велика прилика дошла је са Максимилијаном Харденом, који је објавио своје најраније списе. Уследиле су публикације у другим часописима. Преживела писма у Шенкеровој архиви сугеришу да током школовања Шенкер није имао никакве приходе и да је преживљавао искључиво од поклона и помоћи својих симпатизера. Ту праксу је наставио и након дипломирања. Шенкер је посветио своје Изуме оп. 5 Ирени Греденер (девојачко презиме Мајерхофер). Након њене смрти (9. августа 1923), он се у свом дневнику присећа да је у њеној кући успео да пронађе себе и оствари свој будући позив. У овом тренутку своје каријере, Шенкер је себе видео пре свега као композитора и покушао је да се додвори ради промоције својих композиција. Неколико писама сведочи о његовим сусретима са Едуардом Хансликом.
До 1900. Шенкер је активно покушавао да промовише своје музичке композиције, о чему сведочи преписка са Игњацом Брулом, Карлом Голдмарком, Еугеном д'Албером и Феручијем Бузонијем. Његов оп. 1 носи посвету Јулијусу Епштајну, оп. 2 посвећена је Феручију Бузонију, оп. 4 је посвећен Еугену д'Алберу. Д'Албер је обећао да ће свирати нека од Шенкерових дела, а Бузони је био посебно одушевљен Фантазијом, оп. 2. Преписка показује да је Шенкер био у контакту са Максом Калбеком. О сличном покровитељству сведочи и посвета на Сиријским играма (без броја опуса), посвећена барону Алфонсу де Ротшилду. На Бузонијево инсистирање, плесове је оркестрирао Арнолд Шенберг, а свирао их је 5. јуна 1903. ансамбл под вођством Бузонија.
Објављивање Шенкеровог Ворубера оп. 7, бр. 3, сведочи о пријатељству између композитора и диригента организације, Карла Лафита. 
У последњој деценији 19. века, Шенкер је био активан и на концертној сцени. Није држао соло концерте, али је учествовао као корепетитор или учесник у камерној музици, повремено стварајући своја дела. Постоје изведбе који показују да је Шенкер пратио виртуоза на француској хорни Луја Саварта у Шенкеровој Серенади за Валдхорн 5. новембра 1893. (у сали бечке берзе) и 5. марта 1894. (у Безендорфер сали). Шенкер је такође био корепетитор певача Јохана Мешарта на турнеји коју је организовао Лудвиг Грунфелд. Ова турнеја је омогућила Шенкеру да одсвира сопствене комаде, односно Фантазију оп. 2 и Алегрето грациозо из оп. 4, бр. 2. Шенкер је такође повремено пратио бас певача Едуарда Гертнера, а Гертнер је извео Шенкерову песму "Мирно море" оп. 6, бр. 3 и Поздрав цвећу на концерту у Безендорфер сали 19. јануара 1895. На Гертнеровом концерту 26. јануара 1900. године, Шенкер и Мориц Виолин су извели премијеру Сиријских игара 1. децембра 1900. Гертнер је, у пратњи Александра фон Землинског, отпевао Шенкерову Успаванку, оп. 3 бр. 2 и 13. марта 1902. Гертнер је певао Завршетак, оп. 3, бр. 4, а 26. јануара 1905. у Безендорфер сали), Гертнер је певао оп. 6, бр. 1 и 2.
Године 1897, Шенкер је отишао на турнеју да би поднео извештаје о учинку са разних места. Био је разочаран великим делом нове музике коју је чуо и документовао је у рецензијама које је написао. 

## Каријера музиколошког теоретичара
Пошто није успео да стекне признање као композитор, диригент и корепетитор, до 1900. је све више померао фокус на проблеме музичке дораде и теорије музике. Према Федерхоферу, композиторска активност за Шенкера није била средство за постизање циља, већ педагошка, пут ка разумевању жеља композитора. Временом је Шенкер увидео како традиционално схватање музике нестаје и сматрао је неопходним да ревидира педагогију музиколошке теорије и уклони касније уређивачке додатке из музичких текстова. Већ у свом чланку из 1895. „Дух музичке технике“, говорио је о фалсификовању савремених музичких издања класичних композитора.
Већ са својом првом публикацијом, „Прилог проучавању орнаментике“, Шенкер је схватио да ће његов теоријски рад бити дуготрајно истраживање. Када је покушао да објави своју Хармонију (први део његове Нове музичке теорије и фантазије) први издавач је то одбио, али се други издавач предомислио након Д'Алберове интервенције, па је анонимно објавио Хармонију са новцем Алфонса де Ротшилда.
Шенкер се надао да ће његова монографија о Бетовеновој 9. симфонији (објављена 1912.) имати разоткривајући ефекат, али је веровао да ће пријем књиге бити помућен због лошег теоријског образовања музичара и музичке публике. Како је наставио да ради на својој Новој музичкој теорији и фантазијама, истраживачки рад и обавезе су нарасли.
Између 1913. и 1921. Шенкер је издао објашњење четири од последњих пет Бетовенових соната. Док је испитивао Бетовенову сонату, оп. 109 Шенкер поменуо како је то дело инспирисано Ернстом Рудорфом и Јозефом Јоакимом. Године 1912, Шенкер је писао Емилу Херцку о „сензационалним новим променама“ које ће уградити у своје ново издање Бетовенове оп. 109, након што је прегледао аутограм, ревидирану Бетовенову копију, оригинално издање и друга каснија издања. Федерхофер приписује Шенкеру заслуге за покретање модерног покрета уртекста који испитује више аутентичних извора.
Шенкерова дела су представљала политички изазов за његове издаваче: иако су издавачи градили своју репутацију као промотера савремене музике, могло би бити политички непријатно да се један од њихових аутора (Шенкер) сврста против њихове главне клијентеле.
Почевши од објављивања Тонвила 1921. године, на свим Шенкеровим објављеним делима појављује се латински мото: Semper idem sed non eodem modo („увек исти, али не увек на исти начин“). Вилијам Пастил је предложио да се ово заснива на стиху у Августиновим Исповестима, књига 8, поглавље 3: nam tu semper idem, quia ea quae non-semper nec eodem modo sunt eodem modo semper nosti omnia („За тебе [су] увек иста ствар, јер на исти начин познајеш све оне ствари које нису исте нити на исти начин“). Вилијам Хелмке је додао да би то такође могло бити засновано на одломку из Иренејевог Adversus Haereses (Против јереси): sine initio et sine fine, vere et semper idem et eodem modo se habens solus est Deus („Без почетка и без краја, само Бог наставља истински и увек исто и на исти начин“).
Различити пасуси у издањима Тонвилa морали су бити уклоњени јер је издавач Херцка сматрао да су превише политички и социјално осетљиви  Шенкер је подсетио на сукоб са Херцком, где је Херцка заузео „пацифистички став према међународним односима, космополитским, демократским уверењима, радећи на компромисима“. Временом је Шенкеров став према Херцки и његовој издавачкој кући порастао од неслагања до непријатељства, оптужујући издавачку кућу да не чини довољно да промовише његов рад и оптужујући их да му не плаћају одговарајући хонорар.
Већ се дивио свом ученику Хансу Вајсеу што је отишао из Беча у Минхен, а такође је позитивно оценио жељу својих других студената да се преселе у Немачку. Године 1931, Ханс Вајсе је отишао у Њујорк, где је са својим штићеником Феликсом Залцером успоставио Шенкеријанску анализу као основни наставни план и програм на Музичкој школи Манес. Вилхелм Фуртвенглер је позвао Карла Штраубеа да види да ли би Шенкер могао да предаје у Минхену. Али Шенкер никада није напустио Беч и није могао да добије позицију негде другде, делом због својих бескомпромисних ставова.
Шенкеров лични живот био је заокупљен браком са Жанет Корнфелд (рођеном Шиф). Познавао ју је од 1907. године, али је могао да се ожени тек након што је њен први муж пристао на развод. Шенкер се оженио са Жанет 10. новембра 1919. Њој је посветио Слободну композицију, своје последње дело. Нису имали деце.
Шенкер је такође могао да рачуна на покровитељство групе присталица. Поред Алфонса де Ротшилда, ту су били Софи Дојч, Анги Елијас, Вилхелм Фуртвенглер, индустријалац по имену Кунер, и Антон ван Хобокен. Дојч, Елијас и Хобокен били су у његовом непосредном кругу ученика. Дојч, који је умро у санаторијуму 1917., оставио је наследство које је омогућило Шенкеру да објави други том своје књиге о контрапункту (1922). Остала средства су дошла од Роберта Бринауера, једног од Шенкерових ученика и власника фирме за производњу чоколаде. Хобокен је био одговоран и за плаћање издавања 2. тома књиге Ремек дело и Слободна Композиција (енгл. Free Composition).

Фуртвенглер се консултовао са Шенкером још док је био његов студент. У писму Алфонсу де Ротшилду, Шенкер је написао да је Фуртвенглерово интересовање најпре изазвала Шенкерова монографија о Бетовеновој 9. симфонији и да од тада:
За све године, никада није пропустио да ме посети, проведе сате са мном и свашта од мене научи. За себе каже да је један од мојих ученика и то ме испуњава не малим поносом.
Године 1908. Шенкер се надао именовању на бечку Академију за Музику и сценску уметност. Међутим, сукоб између његових уверења и потребе за компромисом због рада у оквиру академског система на крају је осујетио ту прилику. Чак и крајем 1932–1933, Фуртвенглер је покушао да интервенише код Лудвига Карпата да добије позицију за Шенкера, али безуспешно.
Шенкер никада није предавао у школи, али је најчешће предавао у својој кући за клавиром. Циљ његовог подучавања био је стицање свеобухватног музичког образовања испреплетеног са уметношћу извођења, пошто су оне биле зависне једна од друге. Разумевање уметничког дела био је предмет и сврха његовог учења, где су теорија и пракса биле у нераскидивом јединству.

## Обољевање и смрт
У каснијим годинама Шенкер се жалио на умор. Он и Жанет су проводили лета обично у тиролским планинама, најчешће у граду Галтур. У својој преписци са Виктором Хамером, Шенкер је открио да је био веома кратковид што га је спречило да боље разуме сликарство. Поред тога, патио је од гушавости и гојазности, због чега му је одобрено трајно ослобађање од служења војног рока. Већ 1914. године дијагностикован му је дијабетес.
Чак и пред крај живота, Шенкер је вредно радио. Радио је корекције за Слободну композицију од 16. до 23. децембра 1934. године. Негативно је коментарисао радио емисију од 30. децембра 1934. године, али је потом чуо Слепог миша Јохана Штрауса у изведби Бечке државне опере и прогласио је „најбриљантнијим извођењем“. На лекарском прегледу од 4. јануара 1935. добио је неповољан извештај, примећујући симптоме укључујући отицање стопала и екстремну жеђ. Одведен је у санаторијум на терапију инсулином.

Жанет је забележила Шенкерове последње тренутке у свом дневнику:
Изнутра у лаганој омамљености чула сам га како говори „... Од..." "Од чега?" Кажем ја, „још ћемо бити заједно“ – и ја се изненадим, јер нисам разумела. Он је наставио: „од... од Страдања по Матеју нешто ми је пало на памет..." Ово су биле последње речи мог вољеног.
Шенкер је умро 14. јануара 1935. године, узрок смрти је наведен као дијабетес и артериосклероза. Сахрањен је 17. јануара у Средишњем бечком гробљу, капија 4, група 3, серија 4, број 8. Натпис на његовом гробу гласи: „Овде лежи онај који је испитао и открио законе који се тичу душе музике као нико други пре њега".
Жанет Шенкер је после аншлуса остала у Бечу. Два пута је спасавана од нациста пре него што је ухапшена и транспортована 29. јуна 1942. године. Умрла је у Терезијенштату 8. јануара 1945.

## Шенкерови погледи на расу
Шенкерови ставови о раси изазвали су контроверзе још за његовог живота и изазвали су све већу пажњу у 21. веку. Амерички музички теоретичар Филип Јуел тврдио је да је Шенкер веровао да су црнци неспособни за самоуправу и да се противио мешовитим браковима на основу „монгрелизације“. Јуел је даље сматрао да су Шенкерове ставове о овим питањима „избелили“ академски теоретичари музике касног двадесетог века. Други су, међутим, међу њима и професор теорије музике Тимоти Л. Џексон, одговорили да су ове интерпретације засноване на погрешним преводима, погрешним тумачењима и пропустима, и да је Шенкер у ствари био критичар расистичких теорија, посматрајући их као псеудонаучне.
Јуелову публикацију је такође критиковао лингвиста и професор историје музике на Универзитету Колумбија Џон Меквортер, који је рекао да је „[Шенкер] био геније – и такође отворени расиста који је опширно писао о својим осећањима о томе бескомпромисним језиком“. али је тврдио: „Ако је Јуелова тврдња да је музика расистичка када укључује хијерархијске односе између елемената, онда се морамо запитати где то ставља велики део музике коју стварају небелци. Можда је још важније питање: какве везе ови хијерархијски односи у музичкој структури имају са људском патњом?" 

Кофи Агаву, професор на Градском универзитету у Њујорку, је написао:
„Ако неко тврди да је хијерархијско мишљење које лежи у сржи Шенкеријанске теорије бело и расистичко, шта треба рећи о чињеници да су и у западној Африци начини хијерархијског мишљења изражени и функционално неопходни за разумевање многих експресивних структура, музичких и немузичких? Најгора последица захтевања техничких процедура за 'белину' је порицање постојања заједничких начина поступања, и заправо налажење нашем хипотетичком западноафричком теоретичару да тражи нешто другачије, нови принцип утемељења, боље ако је усидрен у нехијерархији, у нечему јединственом својем, нечему 'црном'. Домен црнине је тако дефинисан у његовом неукрштању са белином. Не видим како таква стратегија може оснажити црне научнике.

### Теоријски списи
- Ein Beitrag zu Ornamentik. Vienna: Universal Edition, 1904. Revised 1908.
  - Превод на српски: „Прилог проучавању орнаментике“
- Harmonielehre. Neue Musikalische Theorien und Phantasien part 1. Stuttgart: J. G. Cotta, 1906.
  - Превод на српски: Настава хармонје. Нове музиколошке теорије и фантзије, део први.
- Kontrapunkt, vol. 1. Neue Musikalische Theorien und Phantasien part 2.
  - Превод на српски: Контрапункт, том први. Нове музиколошке теорије и фантзије, део други.
- Beethovens neunte Sinfonie: eine Darstellung des musikalischen Inhaltes unter fortlaufender Berücksichtigung auch des Vortrages unter der Literatur. Vienna: Universal Edition, 1912.
  - Превод на српски: Бетовенова девета симфонија: приказ музичког садржаја, уз коментаре и литературу.
- Kontrapunkt, vol. 2. Neue Musikalische Theorien und Phantasien part 2.2.
  - Превод на српски: Контрапункт, том други. Нове музиколошке теорије и фантзије, део 2.2.
- Der Tonwille: Flugblätter zum Zeugnis unwandelbarer Gesetze der Tonkunst einer neuen Jugend dargebracht. Vienna: Tonwille-Flugblätterverlag.
  - број 1: 1921.
  - број 2: 1922.
  - број 3: 1922.
  - број 4: 1923.
  - број 5: 1923.
  - број 6: 1923.
  - број 7: јануар–март 1924. године.
  - број 8/9: април–септембар 1924. године
  - број 10: октобар 1924. године.
    - Превод на српски: Тонвиле: Леци који омладини сведоче о непроменљивим законима музичке уметности.
- Das Meisterwerk in der Musik
  - Годишњак бр. 1. Минхен: Drei Masken Verlag, 1925.
  - Годишњак бр. 2. Минхен: Drei Masken Verlag, 1926.
  - Годишњак бр. 3. Минхен: Drei Masken Verlag, 1930.
    - Превод на српски: Мајсторско дело у музици: Годишњак.
- Fünf Urlinie-Tafeln.
  - Превод на српски: Пет графичких музичких анализа.
- Der freie Satz. Neue Musikalische Theorien und Phantasien part 3. Vienna: Universal Edition, 1935.
  - Превод на српски 2. издања (1954): Слободна композиција: том трећи, Нове музичке теорије и фантазије.

### Издања са или без текстова објашњења
- Bach, Carl Philipp Emanuel, Klavierwerke. Neue kritische Ausgabe von Heinrich Schenker. Vienna: Universal Edition, 1902.
- Handel, Georg Frideric, Zwolf Orgel-Concerte fur Klavier zu 4 Handen bearbeitet von Heinrich Schenker. Vienna: Universal Edition, 1904.
- Bach, Johann Sebastian (1909), Chromatische Phantasie und Fugue, Erläuterungsausgabe, Vienna: Universal Edition.
- Beethoven, Ludwig van, Die letzten fünf Sonaten von Beethoven. Erläuterungsausgabe der Sonate A-Dur, op. 109. Kritische Edition mit Einführung und Erläuterung. Vienna: Universal Edition, 1913.
- Beethoven, Ludwig van, Die letzten fünf Sonaten von Beethoven. Erläuterungsausgabe der Sonate A-Dur, op. 110. kritische Ausgabe mit Einführung und Erläuterung. Vienna: Universal Edition, 1914.
- Beethoven, Ludwig van, Die letzten fünf Sonaten von Beethoven. Erläuterungsausgabe der Sonate A-Dur, op. 111. kritische Ausgabe mit Einführung und Erläuterung. Vienna: Universal Edition, 1916.
- Beethoven, Ludwig van, Die letzten fünf Sonaten von Beethoven. Erläuterungsausgabe der Sonate A-Dur, op. 101. kritische Ausgabe mit Einführung und Erläuterung. Vienna: Universal Edition, 1921.
- Beethoven, Ludwig van (1921), Sonate Op. 27, Nr. 2 (Die sogenannte Mondscheinsonate) mit 3 Skizzenblättern des Meisters, Vienna: Universal Edition.
- Beethoven, Ludwig van, Klaviersonaten, nach den Autographen rekonstruiert von Heinrich Schenker. Vienna: Universal Edition, 1928.
- Johannes Brahms, Oktaven und Quinten u. A., aus dem Nachlass herausgegeben und erläutert. Vienna: Universal Edition, 1933.

### Нетеоријски чланци, прикази и есеји
- „Johannes Brahms. Fünf Lieder für eine Singstimme mit Pianoforte, Op. 107”. Musikalisches Wochenblatt. 1891., Jahrgang 22 , pp. 514–517.
- „Hermann Grädener. Quintett No. 2, Cmoll für Pianoforte, zwei Violinen, Viola und Violoncell, Op. 19”. Musikalisches Wochenblatt. 1892., Jahrgang 23 , pp. 214–216.
- „Johannes Brahms. Fünf Gesänge für gemischten Chor a cappella, Op. 104”. Musikalisches Wochenblatt. 1892., Jahrgang 23 , pp. 409–412, 425, 437.
- „Mascagni in Wien”. Die Zukunft. 1892., Band 1 , pp. 137–139.
- „Eine jung-italienische Schule?”. Die Zukunft. 1892., Band 1 , pp. 460–462.
- "Mascagnis "Rantzau, Die Zukunft, Band 2 (1893), pp. 280–284.
- „Anton Bruckner. Psalm 150 für Chor, Soli und Orchester”. Musikalisches Wochenblatt. 1893., Jahrgang 24 , pp. 159ff.
- „Ein Gruß an Johannes Brahms. Zu seinem 60. Geburtstag, 7. Mai 1893”. Die Zukunft. 1893., Band 3 , p. 279.
- „Notizen zu Verdis Falstaff”. Die Zukunft. 1893., Band 3 , pp. 474–476.
- „Friedrich Smetana”. Die Zukunft. 1893., Band 4 , pp. 37–40.
- „Der Sonzogno-Markt in Wien”. Die Zukunft. 1893., Band 4 , pp. 282ff.
- „Anton Bruckner”. Die Zukunft. 1893., Band 5 , pp. 135–137.
- „Die Musik von heute. (Neue Variationen über ein altes Thema.)”. Neue Revue. 1894., Jahrgang 5, Band 1 , pp. 87ff.
- „Johannes Brahms. Phantasien für Pianoforte, Op. 116”. Musikalisches Wochenblatt. 1894., Jahrgang 25 , pp. 37ff.
- „Ruggiero Leoncavallo”. Die Zukunft. 1894., Band 6 , pp. 138–140.
- „Ondficek – Popper – Door”. Neue Revue. 1894., Jahrgang 5, Band 1 , pp. 278–280.
- „Im Wiener Konservatorium – Johann Nepomuk Fuchs”. Neue Revue. 1894., Jahrgang 5, Band 1 , p. 318.
- „Smetana's 'Kuß' (Zur ersten Aufführung in der Hofoper)”. Neue Revue. 1894., Jahrgang 5, Band 1 , pp. 34–50.
- "Hofoper – Smetana's 'Kuß, Neue Revue, Jahrgang 5, Band 1 (1894), p. 375.
- „Theater an der Wien – Adolphe Adam, Jacques Offenbach, Vilem Blodek”. Neue Revue. 1894., Jahrgang 5, Band 2 , p. 377.
- „Hofoperntheater – Ferdinand Hummel, Mara”. Neue Revue. 1894., Jahrgang 5, Band 2 , pp. 475–76.
- „Konzertdirigenten”. Die Zukunft. 1894., Band 7 , pp. 88–92.
- „Anton Rubinstein”. Neue Revue. 1894., Jahrgang 5, Band 1 , pp. 566ff.
- „Verdis Falstaff”. Die Zukunft. 1894., Band 7 , pp. 230–233.
- „Zum Jubiläum der Hofoper”. Neue Revue. 1894., Jahrgang 5, Band 1 , pp. 754–756.
- „Tantiemen für Instrumentalkomponisten?”. Die Zukunft. 1894., Band 7 , pp. 477–479.
- „Das Hören in der Musik”. Neue Revue. 1894., Jahrgang 5, Band 2 , pp. 115–121.
- „Anton Rubinstein”. Die Zukunft. 1894., Band 8 , pp. 326–329.
- „Aus dem Leben Smetana's. (Ein Besuch bei Fr. Smetana's Witwe.)”. Neues Wiener Tagblatt. 1894., Jahrgang 28 , no. 245, 6 September.
- „Eugen d' Albert”. Die Zukunft. 1894., Band 9 , p. 33–36.
- „Volksmusik in Wien”. Neue Revue. 1894., Jahrgang 5, Band 2, , p. 516–521.
- „Deutsch-Oesterreichischer Musikverkehr”. Die Zukunft. 1895., Band 11 , p. 182–185.
- „Der Geist der musikalischen Technik”. Musikalisches Wochenblatt. 1895., Jahrgang 26 , pp. 245ff., 257–259, 273ff., 285, 297, 309, 325.
- „Rubinstein-Preis”. Die Zeit. 1895., Band 4 , p. 157.
- „Eduard Hanslick. 70. Geburtstag”. Die Zeit. 1895., Band 4 , p. 174.
- „Zur musikalischefi Erziehung”. Die Zeit. 1895., Band 4 , pp. 185, 200–202.
- „Le comte de Chambrun et Stanislaus Legis: Wagner, Paris 1895”. Die Zeit. 1895., Band 4 , pp. 206ff.
- „Hofoperntheater – Jules Massenet, Das Mädchen von Navarra”. Die Zeit. 1895., Band 5 , p. 12.
- „H. Berte, Ballett Amor auf Reisen”. Die Zeit. 1895., Band 5 , p. 14.
- „Arthur Prüfer – Johann Hermann Schein, Leipzig 1895”. Die Zeit. 1895., Band 5 , p. 30.
- „Hofoperntheater – Heinrich Marschner, Der Templer und die Jüdin”. Die Zeit. 1895., Band 5 , p. 44.
- „Ludwig Hartmann, Richard Wagner's Tannhäuser, Dresden 1895”. Die Zeit. 1895., Band 5 , p. 44.
- „Eine neue Haydn-Oper (Zur Matinee im Carlstheater am 3. November [1895])”. Die Zeit. 1895., Band 5 , pp. 90ff.
- „B. Todt, Vademecum durch die Bach'schen Cantaten, Leipzig 1895”. Die Zeit. 1895., Band 5 , p. 94.
- „Gesellschaft der Musikfreunde in Wien -Gesellschaftsconcert, Ben Davies-Quartett Rosé”. Die Zeit. 1895., Band 5 , p. 108.
- „Hofoperntheater – François Adrien Boieldieu, Rotkäppchen”. Die Zeit. 1895., Band 5 , p. 126.
- „Philharmonisches Konzert – Hans Richter”. Die Zeit. 1895., Band 5 , p. 126.
- „Kammermusik – Das böhmische Streichquartett”. Die Zeit. 1895., Band 5 , p. 142.
- „Theater an der Wien – Johann Strauß, Waldmeister”. Die Zeit. 1895., Band 5 , p. 157.
- „Zweites philharmonisches Konzert – Antonin Dvorak, Othello-Ouverture”. Die Zeit. 1895., Band 5 , p. 173.
- „J. S. Bach, "Weihnachtsoratorium", Eugen Gura, Eugen d' Albert-Soiree des böhmischen Streichquartetts- Drittes philharmonisches Konzert”. Die Zeit. 1895., Band 5 , p. 186ff.
- „Bülow-Weingartner”. Musikalisches Wochenblatt. 1895., Jahrgang 26 , pp. 610ff.
- „Viertes philharmonisches Konzert – Peter Iljitsch Tschaikowsky, Symphonie Nr. 6”. Die Zeit. 1896., Band 6 , p. 13.
- „Wilhelm Kienzl, Der Evangelimann – Erstaufführung in Wien”. Die Zeit. 1896., Band 6 , pp. 44ff.
- „Fünftes philharmonisches Konzert – Zweites Konzert der Gesellschaft der Musikfreunde in Wien”. Die Zeit. 1896., Band 6 , p. 46.
- „Die jungen Dirigenten”. Die Zeit. 1896., Band 6 , p. 57ff.
- „Lilian Bailey (Henschel)”. Die Zeit. 1896., Band 6 , p. 78.
- „Böhmisches Streichquartett; Karel Bendl, Rose-Quartett, Giovanni Sgambati, Johann Nepomuk Hummel, Alfred Grünfeld”. Die Zeit. 1896., Band 6 , p. 94.
- „Drittes Konzert der Gesellschaft der Musikfreunde in Wien – Jules Massenet, Mystere Eve – Liederabend Johannes Messchaert,Julius Röntgen”. Die Zeit. 1896., Band 6 , p. 113.
- „Damen-Streichquartett Soldat Roeger – Böhmisches Streichquartett, Alexander Borodin, Robert Hausmann, Bronislaw Huberman”. Die Zeit. 1896., Band 6 , p. 130.
- „Vianna da Motta, Nachtrag zu Studien bei Hans von Bülow von Theodor Pfeiffer, Berlin-Leipzig 1896”. Die Zeit. 1896., Band 6 , p. 146.
- „Zweiter Liederabend Johannes Messchaert, Julius Röntgen – Sechstes und siebentes philharmonisches Konzert”. Die Zeit. 1896., Band 6 , pp. 158ff.
- „Albert Kauder, Walther von der Vogelweide”. Die Zeit. 1896., Band 6 , p. 160.
- „Holländisches Terzett”. Die Zeit. 1896., Band 6 , p. 161.
- „Carl Reinecke”. Die Zeit. 1896., Band 6 , p. 178.
- „Gaetano Donizetti: Lucia di Lammermoor”. Die Zeit. 1896., Band 6 , p. 193.
- „Bronislaw Huberman – Damen-Streichquartett Soldat-Roeger – Richard Mühlfeld – Felix Weingartner”. Die Zeit. 1896., Band 6 , p. 194.
- „Carl Goldmark, Das Heimchen am Herd -Erstaufführung in Wien”. Die Zeit. 1896., Band 6 , p. 207.
- „Siegfried Wagner”. Die Zukunft. 1896., Band 14 , pp. 281–283.
- „Das Heimchen am Herd”. Die Zukunft. 1896., Band 15 , pp. 132–134.
- „Der Chor des Laibacher Musikvereins Glasbena Matica (Leitung Matej Hubad) – Richard Strauss, Till Eulenspiegels lustige Streiche – Friedrich Kiel, Christus”. Die Zeit. 1896., Band 7 , pp. 26ff.
- „Zur Mozartfeier”. Die Zeit. 1896., Band 7 , p. 60.
- „Giuseppe Verdi, Aida”. Die Zeit. 1896., Band 7 , p. 62.
- „Oper. (Ein Vorschlag zur Inscenierung des Gluck'schen Orpheus')”. Die Zeit. 1896., Band 7 , pp. 91ff.
- „Marie Lehmann”. Die Zeit. 1896., Band 7 , pp. 93ff.
- „Francisco d'Andrade”. Die Zeit. 1896., Band 7 , p. 109ff.
- „Ehrenzeichen für Johannes Brahms”. Die Zeit. 1896., Band 7 , p. 110.
- „Anton Bruckner”. Die Zeit. 1896., Band 7 , pp. 184–186.
- „Carl Reinecke, Die Beethoven'schen Clavier-Sonaten, Leipzig 1896”. Die Zeit. 1896., Band 8 , pp. 14ff.
- „Ernst Possart, Über die Neueinstudierung und Neuinscenierung des Mozart'schen Don Giovanni (Don Juan) auf dem kgl. Residenztheater zu München, München 1896”. Die Zeit. 1896., Band 8 , p. 78.
- “Daniel François Esprit Auber, Fra Diavolo-Pietro Mascagni, Zanetto", Die Zeit, Band 8 (1896), p. 157.
- „Routine in der Musik”. Neue Revue. 1896., Jahrgang 7, Band 2 , pp. 555–558.
- „Konzert Carl Reinecke”. Neue Revue. 1897., Jahrgang 8, Band 1 , p. 438ff.
- „Ein Epilog zur Schubertfeier”. Neue Revue. 1897., Jahrgang 8, Band 1 , pp. 211–216.
- „Unpersönliche Musik”. Neue Revue. 1897., Jahrgang 8, Band 1 , pp. 464–468.
- "Die Berliner 'Philharmoniker, Neue Revue, Jahrgang 8, Band 1 (1897), pp. 495–497.
- „Johannes Brahms (geb. am 7. Mai 1833, est. am 3. April 1897)”. Neue Revue: 516—520. 1897., Jahrgang 8, Band 1 ,.
- „Johannes Brahms. (Die Zukunft)”. Die Zukunft: 261—265. 1897., Band 19 ,.
- „Theater an der Wien: Engelbert Humperdinck, Königskinder”. Neue Revue. 1897., Jahrgang 8, Band 1 , p. 646.
- „Capellmeister-Regisseure”. Neue Revue: 669—672. 1897., Jahrgang 8, Band 1 ,.
- „Musikalische Reisebetrachtungen”. Neue Revue: 788—793. 1897., Jahrgang 8, Band 1 ,.
- „Mehr Kunst!”. Neue Revue: 409—412. 1897., Jahrgang 8, Band 2 ,.
- „Hofoper – Friedrich Smetana, Dalibor, Erstaufführung in Wien unter Gustav Mahler”. Neue Revue. 1897., Jahrgang 8, Band 2 , pp. 448ff.
- „Theater an der Wien – Giacomo Puccini, La Boheme, Erstaufführung in Wien”. Neue Revue. 1897., Jahrgang 8, Band 1 , pp. 473ff.
- „Hofoperntheater – P. I. Tschaikowsky, Eugen Onegin, Erstaufführung in Wien”. Neue Revue. 1897., Jahrgang 8, Band 2 , pp. 654ff.
- „Ein Wort zur Mozartrenaissance”. Neue Revue: 685—688. 1897., Jahrgang 8, Band 2 ,.
- „Hofoperntheater – Richard Heuberger, Ballett Struwwelpeter”. Neue Revue. 1898., Jahrgang 9, Band 1 , p. 82.
- „Hofoperntheater – Georges Bizet, Djamileh, Erstaufführung in Wien unter Gustav Mahler”. Neue Revue. 1898., Jahrgang 9, Band 1 , pp. 143ff.
- „Hofoperntheater – Ruggiero Leoncavallo, La Boheme, Erstaufführung in Wien unter Gustav Mahler”. Neue Revue. 1898., Jahrgang 9, Band 1 , p. 292.
- „Componisten und Dirigenten”. Neue Revue. 1898., Jahrgang 9, Band 1 , pp. 349ff.
- "Beethoven-'Retouche, Wiener Abendpost (supplement to the Wiener Zeitung) (9 January 1901), pp. 6ff.
- „Heinrich Schenkers Beethoven Ausgaben”. Der Merker: 81—89. 1. 2. 1916., Jahrgang 7, no. 3 ,.
- „Joh. Seb. Bach: Wohltemperiertes Klavier, Band 1, Präludium c-moll”. Die Musik, Jahrgang 15, No. 9 (Jun. 1923), P. 641–651. (Subsequently, Subsumed into an Article in Das Meisterwer in der Musik., Band 2).
- „Die Urlinie”. Die Musikanten Gilde (1 July 1923), Pp. 77–80. (Reprint of the Article from Der Tonwille. 1.)
- „Franz Schubert”. Moderne Welt. 1. 12. 1925. , pp. 20.
- „Beethoven und seine Nachfahren”. General-Anzeiger für Bonn und Umgegend: 3—4. 26. 3. 1927..
- „Eine Rettung der klassichen Musik-Texte: Das Archiv für Photogramme in der National-Bibliothek, Wien”. Der Kunstwart. 42: 359—367. март 1929..
- „Miszellen”. Zeitschrift für Musikwissenschaft. 12 (7). април 1930..  , p. 446.
- „Gedanken über Kultur, Kunst und Musik”. Der Kunstwart, Vol. 44 (January 1931), Pp. 222–230. (A Reprint of the "Vermischtes" Sections from Das Meisterwerk in der Musik., vols. 1–3)
- „Ein verschollener Brief von Mozart und das Geheimnis seines Schaffens”. Der Kunstwart. 44: 660—666. јул 1931..
- „Eine Anzeige und eine Selbstanzeige”. Der Kunstwart. 46: 194—196. децембар 1932..
- „Was wird aus der Musik?”. Deutsche Allgemeine Zeitung. 28. 4. 1933. .
- „Erinnerung an Brahms”. Der Kunstwart. 46: 475—482. мај 1933..
- „Vom Unterschied zwischen der italienischen und der deutschen Musik”. Deutsche Zeitschrift. 47: 700—703. август 1934..

### Листа Шенкерових композиција
Саставио Милер:
- Zwei Clavierstücke, op. 1. Vienna: Ludwig Doblinger, n.d. [1892]. Reprint Vienna, Doblinger, 1982.
  - No. 1: Etude.
  - No. 2: Capriccio.
- Serenade für Waldhorn. Unpublished. Played by Louis Sawart and Heinrich Schenker in Vienna, 5 November 1893 and 5 March 1894.
- Fantasie, op. 2. Leipzig: Breitkopf und Härtel, 1898.
- Sechs Lieder für eine Singstimme mit Begleitung des Pianoforte, op. 3. Leipzig: Breitkopf und Härtel, 1898, 1901.
  - No. 1: Versteckte Jasminen (Detlev von Liliencron)
  - No. 2: Wiegenlied (Detlev von Liliencron)
  - No. 3: Vogel im Busch (Detlev von Liliencron)
  - No. 4: Ausklang (Ludwig Jacobowski)
  - No. 5: Allein (Ludwig Jacobowski)
  - No. 6: Einkleidung (Wilhelm Müller)
- Fünf Klavierstücke, op. 4. Leipzig: Breitkopf und Härtel, 1898.
  - No. 1: Andante, C minor
  - No. 2: Allegretto grazioso, G major
  - No. 3: Andante con moto e rubato, B flat minor
  - No. 4: Allegretto poco agitato e rubato, E flat major
  - No. 5: Quasi allegretto, D major
- Zweistimmige Inventionen, op. 5. Leipzig: Breitkopf und Härtel, 1898, 1901.
  - No. 1: Allegro amabile, G major
  - No. 2: Con moto appassionato e con molto sentimento, F sharp minor
  - No. 3: Vivace, quasi presto, D minor
  - No. 4: Allegro deciso, A major
- 3 songs for mixed chorus a capella, op. 7
  - No. 3: Vorüber (Johanna Ambrosius) in: Sammlung von 51 gemischten Chören (a capella). Herausgegeben von der Wiener Singakademie, zusammengestellt und zum Teile in Bearbeitung von ihrem artistischen Leiter Carl Lafite. Vienna: Albert Jungmann and C. Lerch, [1903]
- Ländler, op. 10. Berlin: N. Simrock, 1899.
- Syrische Tänze für Pianoforte zu 4 Händen. Vienna: Josef Weinberger, [n.d., composed 1899]. Orchestration (lost) by Arnold Schoenberg, 1903, created by the Berlin Philharmonic Orchestra under the direction of F. Busoni, 5 November 1903. Another orchestration by Moriz Violin is preserved in the Oswald Jonas Collection.
  - (1):
    - No. 1: Andante espressivo, Allegro scherzando, D minor
    - No. 2: Allegro con fuoco, C minor

  - Heft 2
    - No. 1: Allegretto, G minor
    - No. 2: Allegro molto passionate, D major

Више од 500 страница рукописних композиција сачувано је у Збирци Освалда Јонаса и нека необјављена хорска дела у Националној библиотеци у Бечу.